# Liste der Brandenburger Dompröpste
Die Liste enthält die Pröpste des Domkapitels Brandenburg.
Diese waren auch Archidiakone von Brandenburg und damit die zweithöchsten Geistlichen im Bistum nach dem Bischof.

## Dompröpste (Auswahl)
- Walter Kanne, vor 1150, kam mit acht Stiftsherren von Leitzkau nach St. Gotthardt
- Wigbert, 1161–1169
- Heinrich, 1173–1179
- Balduin, 1204–1205, danach Bischof
- Günzel, 1205–1211
- Siegfried, 1214–1216, danach Bischof
- Alverich, 1216–1230
- Jakob, 1234–1238
- Heinrich von Ziesar, 1238–1241
- Rutger, 1241–1242, danach Bischof
- Peter von Thure, 1242–1258
- Lambert, 1264–1269
- Heidenreich, 1285–1287, danach Bischof
- Johannes von Schlabrendorff, 1299–1303
- Johannes Tuchen, vor 1316
- Dietrich von Dalchow, 1332–1363
- Henning von Bredow, 1401
- Johannes von Waldow, 1411–1415
- Nikolaus von Klitzing, 1425–1447
- Dietrich von Stechow, 1451–1459
- Arnold von Burgsdorff, 1471
- Siegmund von Britzke, 1488–1507
- Friedrich von Britzke, 1508–1515
- Busso von Alvensleben, 1515–vor 1524
- Joachim von Klitzing, 1524